# 天主教伊塔佩瓦教区
天主教伊塔佩瓦教區（拉丁語：Dioecesis Itapevensis），是巴西一個天主教教區，位於聖保羅州南部，包括二十個市。屬索羅卡巴總教區。
教區成立於教區成立於1968年3月2日，2006年教區有教友253,000人，佔總人口63.1%。有十九個堂區、司鐸廿八人。現任教區主教為若瑟·莫雷拉·德梅洛。